# Cliff Bennett and The Rebel Rousers
Cliff Bennett and The Rebel Rousers war eine britische Beatband der frühen 1960er-Jahre.

## Geschichte
Nachdem die erste Single von Cliff Bennett & The Rebel Rousers im Jahr 1961 erschienen war, wurde die Band von einer Presseagentur bereits als die „Beatgruppe Nummer 1 in London“ bezeichnet. Allerdings brachte erst die Übernahme des Managements durch Brian Epstein den Durchbruch. Cliff Bennett wurde zu einem  Teenager-Idol, nachdem One Way Love im Oktober 1964 bis auf Platz 12 der britischen Hitparade gelangt war.
Die nächsten ihrer Aufnahmen waren erfolglos, bevor sie dann mit einer Coverversion aus dem Album der Band The Beatles Revolver (Got To Get You Into My Life) erstmals unter die Top 10 kamen. Der von Paul McCartney produzierte Song sollte allerdings in der Interpretation durch die  Beatles selbst wesentlich bekannter werden.
Im Juni 1966 trat die Gruppe im Rahmen dreier Konzerte in Deutschland mit den Beatles auf.
Im Jahr 1970 löste Bennett die Rebel Rousers auf und formierte Toe Fat, eine progressive Gruppe, die zwei LPs einspielte. Als er mit Toe Fat jedoch nur geringen Erfolg hatte, verwendete Bennett erneut den alten Gruppennamen. Im Oktober 1972 produzierte er unter Toe Fat auf Chapter One noch eine weitere Single.
In ihrer Frühzeit spielten gelegentlich Frank Allen von den Searchers und der als Studiomusiker bekannt gewordene Nicky Hopkins bei ihnen mit.

## Mitglieder von The Rebel Rousers
- Dave Wendells
- Bobby Thompson
- Maurice Grooves
- Sid Phillips
- Mick Burt
- Roy Young

## Singles

### Cliff Bennett & The Rebel Rousers
- You Got What I Like, 1961
- When I get Paid, 1961
- Poor Joe, 1962
- Everybody Loves A Lover, 1963
- You Really Got A Hold On Me, 1963
- Got My Mojo Working, 1964
- One Way Love, 1964
- I’ll Take You Home, 1965
- Three Rooms With Running Water, 1965
- I’ve Cried My Last Tear, 1965
- You Can’t Love ’em All, 1966
- Hold On I’m Coming, 1966
- Got To get You Into My Life, 1966
- Don’t Help Me Out, 1966
- I’ll take Good Care of You, 1967
- Use me, 1967

### Cliff Bennett Band
- One Man Heartache, 1967
- Back In The U.S.S.R., 1968
- Memphis Street, 1969

## LPs
- Cliff Bennett & The Rebel Rousers, 1964
- Drivin' You Wild, 1966
- Got To get You Into my Life, 1967
- Cliff Bennett Branches Out, 1967
- Toe Fat, 1970
- Toe Fat Two, 1970